# H3 (cohete)
El H3 es un lanzador espacial de la Agencia Japonesa de Exploración Aeroespacial. Es un cohete de propulsión líquida con cohetes aceleradores sólidos, lanzado desde el Centro Espacial de Tanegáshima. Mitsubishi Heavy Industries y JAXA han sido los principales responsables del diseño, fabricación y operación del H3.
Hasta julio de 2015, el cohete estaba configurado para transportar una carga útil mínima de 4 toneladas hacia una órbita sincrónica al sol por 5 mil millones de yenes, y una carga máxima de 6,5 toneladas a una órbita de transferencia geoestacionaria.
El primer H3 fue lanzado el 7 de marzo de 2023 pero fracasó tras una falla en la segunda etapa.
El 17 de febrero de 2024, JAXA finalmente lanzó con éxito el segundo cohete de prueba, que tiene la misma configuración que el primero, H3-22S, y la segunda etapa alcanzó la órbita deseada.

## Desarrollo
El desarrollo del H3 fue autorizado por el gobierno japonés el 17 de mayo de 2013. El cohete está siendo desarrollado conjuntamente por JAXA y Mitsubishi, para poder lanzar múltiples cargas comerciales. El H3 se diseñó con motores más baratos en comparación con su antecesor, el H-IIA, para lograr que la manufactura sea mucho más efectiva económicamente y con menos riesgos para los trabajadores, en un período de tiempo más corto.
JAXA estuvo a cargo del diseño preliminar, la preparación de las instalaciones en tierra y el desarrollo de nuevas tecnologías para el H3. Mientras que Mitsubishi está a cargo de la manufactura.
El énfasis principal en el diseño es la reducción de costos, con los costos de lanzamiento planificados para los clientes que están en el rango de 50-65 millones de USD. Un concepto similar al desarrollo del Cohete Epsilon para reducir los costos del programa M-V
En agosto de 2018, se llevaron a cabo las primeras pruebas de los cohetes aceleradores sólidos.

## Descripción
El H3 es un cohete de dos etapas. La primera etapa utiliza oxígeno líquido e hidrógeno líquido como propelente, y puede llevar entre cero y cuatro cohetes aceleradores sólidos (derivados del SRB-A3) con polibutadieno como propolente. Utiliza entre dos y tres motores LE-9 con ciclo expansor, similar al LE-5B. La segunda etapa utiliza un solo motor LE-5B mejorado.

## Variantes
Cada configuración del H3 tiene una designación de dos dígitos y una letra que indica las características de esa configuración. El primer dígito representa el número de motores LE-9 en la primera etapa, ya sea "2" o "3". El segundo dígito indica la cantidad de cohetes aceleradores sólidos SRB-3 conectados a la base del cohete, y puede ser "0", "2" o "4". Todos los diseños de los cohetes aceleradores sólidos son simétricos. La letra al final muestra la longitud de la cofia de la carga útil, ya sea corta "S" o larga "L". Por ejemplo, un H3-24L tiene dos motores, cuatro cohetes aceleradores sólidos y una cofia larga, mientras que un H3-30S tiene tres motores, no hay cohetes propulsores sólidos y tiene una cofia corta.

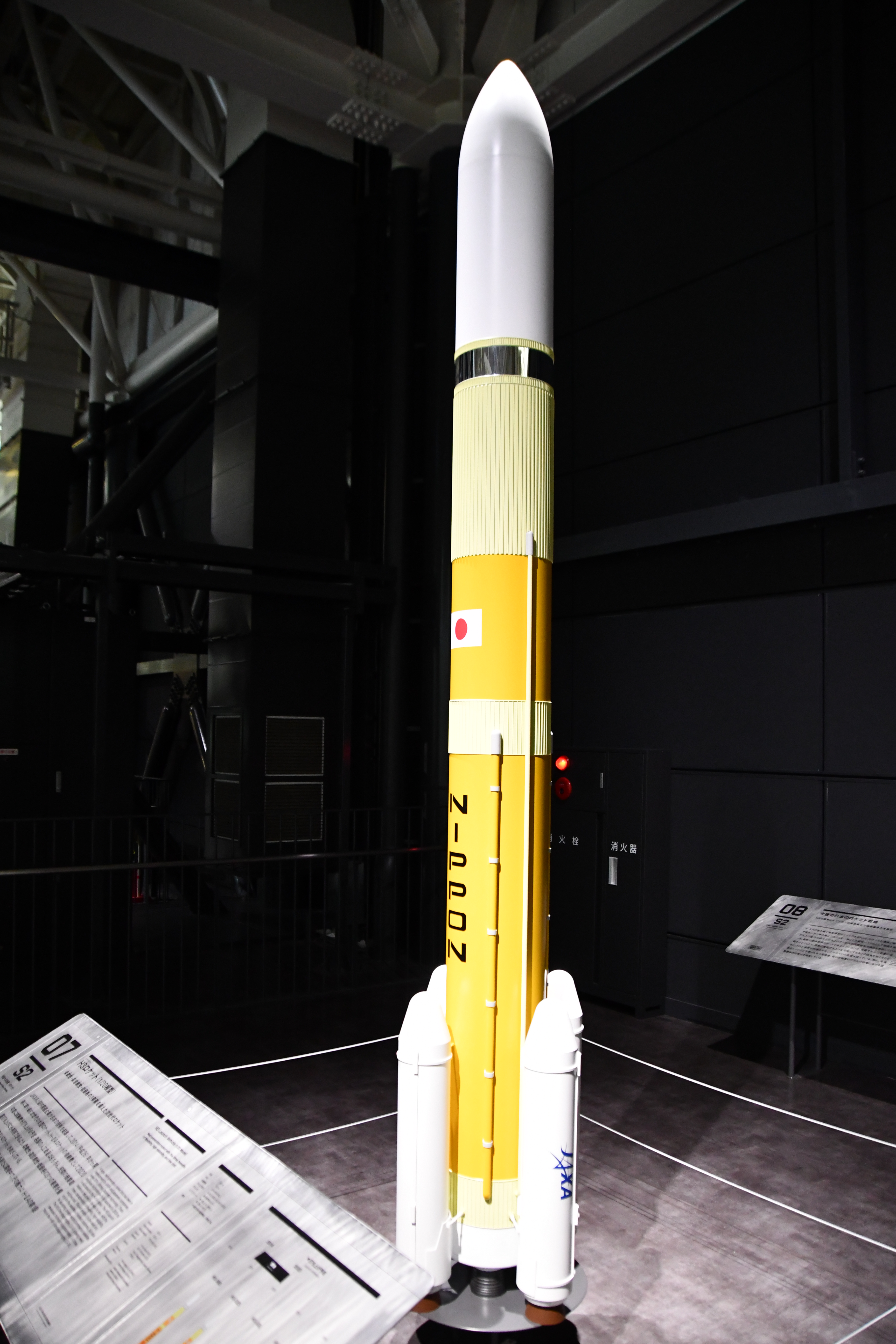
Una maqueta del lanzador H3.

## Lanzamientos planificados
Fuentes: Gabinete japonés
| Fecha y hora (UTC)              | Vuelo | Tipo   | Sitio de lanzamiento | Carga(s)                  | Salida   |
| ------------------------------- | ----- | ------ | -------------------- | ------------------------- | -------- |
| 7 de marzo de 2023, 01:37:55    | TF1   | H3-22S | LP2, Tanegáshima     | ALOS-3                    | Fracaso  |
| 17 de febrero de 2024, 00:22:55 | TF2   | H3-22S | LP2, Tanegáshima     | VEP 4, CE-SAT-1E & TIRSAT | Éxito    |
| 1 de julio de 2024, 00:03:06    | TF3   | H3     | LP2, Tanegáshima     | ALOS-4                    | Éxito    |
| 2022 (TBD)                      |       | H3     |                      | GOSAT-3                   | Planeada |
| 2022 (TBD)                      |       | H3     |                      | DSN-3                     | Planeada |
| 2023 (TBD)                      |       | H3     |                      | QZS-5                     | Planeada |
| 2023 (TBD)                      |       | H3     |                      | QZS-6                     | Planeada |
| 2023 (TBD)                      |       | H3     |                      | QZS-7                     | Planeada |
| 2024 (TBD)                      |       | H3     |                      | MMX                       | Planeada |
| 2024 (TBD)                      |       | H3     |                      | IGS                       | Planeada |
| (TBD)                           |       | H3     |                      | IGS-Optical 9             | Planeada |